# Provincia Orientale (Sri Lanka)

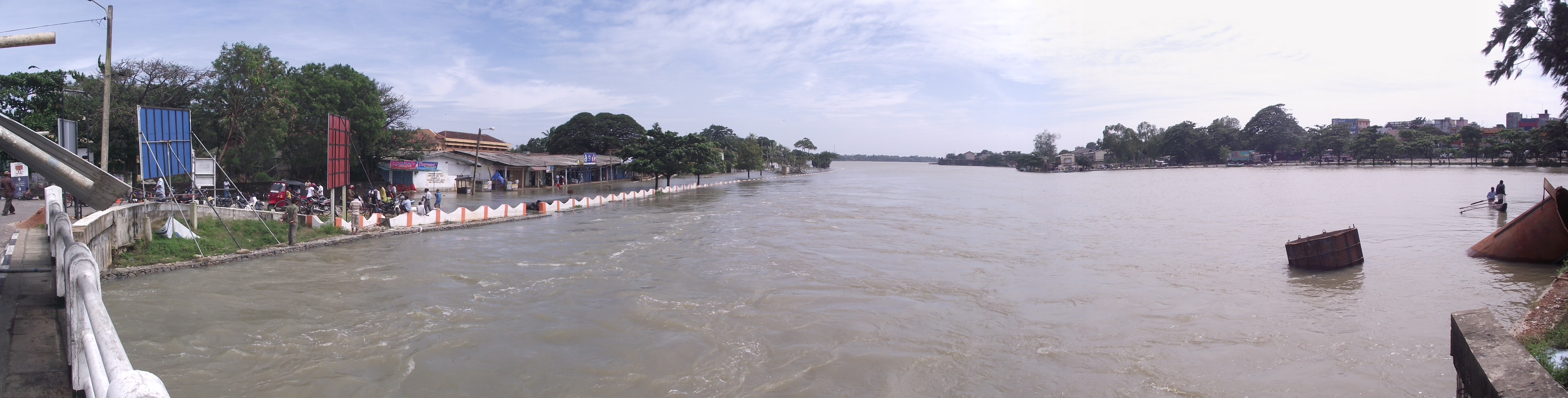
the flood in Batticaloa Lagoon

La Provincia Orientale (tamil: கிழக்கு மாகாணம் Kilakku Maakaanam, singalese: නැගෙනහිර පළාත Negenahira Palata) è una provincia dello Sri Lanka situata sulla costa est del paese. Il capoluogo Trincomalee è la città più popolata della provincia.

## Geografia fisica

### Confini
La Provincia Orientale è una delle province con più province confinanti dello Sri Lanka. A nord confina con la Provincia Settentrionale, a Nordovest con la provincia Centro-Settentrionale, a Occidente confina con la Provincia Centrale, a Sudovest con la Provincia di Uva e a Sud con la Provincia Meridionale. A Oriente la Provincia Orientale si affaccia sul Golfo del Bengala nell'Oceano Indiano.

### Morfologia
La Provincia Orientale è interessata da monti solo al Sudovest e al Nordovest nelle parti confinanti con la Provincia di Uva e quella Centro-Settentrionale, per il resto il territorio provinciale è prevalentemente pianeggiante ed è attraversato da alcuni fiumi che rendono l'ambiente ideale per la crescita di una foresta equatoriale.

### Clima
Il clima è prevalentemente equatoriale data la vicinanza con l'Equatore che crea caldo afoso e frequentissime precipitazioni che sussistono tutto l'anno.

## Società

### Evoluzione demografica
La Provincia Orientale ha 1.460.939 abitanti per 9.996 km² con una densità di 146.15 ab/km². Le maggiori etnie presenti nell'isola sono i tamil e i singalesi. Le lingue ufficialmente riconosciute dallo stato sono due: il tamil e il singalese che sono anche le più parlate nella provincia e nello stato. Le religioni presenti nella provincia sono varie, ma la più praticata è senz'altro il buddhismo; altri credi presenti sono l'induismo e l'islamismo.

## Distretti
La provincia comprende tre distretti: 
- Ampara
- Batticaloa
- Trincomalee